# Carl Adolf Agardh
Carl Adolph Agardh (Båstad, Suècia, 13 de gener de 1785, — 28 de gener de 1859, Karlstad) va ser un botànic, micòleg, pteridòleg i algòleg suec especialitzat en algues, que va ser designat com a bisbe de Karlstad.
Carl Agardh va ser designat com a professor de botànica i pràctica econòmica a la Universitat de Lund el 1812, on es va convertir en un científic important en algologia de la seva època. Va fer una primer redactat de Synopsis algarum Scandinaviae (1817) que posteriorment ampliaria en el Species algarum (1821–1828) i el Systema algarum (1824). La seva més extensa del sistema natural en botànica va ser recollit en les diferents sèries de Aphorismi botanici (1817–1826) y en su Classes plantarum (1825).
La seva visió sistemàtica estava influenciada majoritàriament per la Naturphilosophie alemany.a El 1827 va conèixer el filòsof Friedrich Schelling a Karlsbad, amb qui examinaria el desenvolupament de les algues en les fonts d'aigües minerals de Karlsbad.
Agardh va ser ordenat clergue el 1816 i va rebre dos parròquies eclesiàstiques com a prebenda. Va ser el rector magnífic de la Universitat de Lund entre 1819-1820. En ser designat bisbe de Karlstad el 1835, Agardh va deixar la botànica per dedicar-se exclusivament a les funcions que comportava el càrrec, que ocuparia fins a la seva mort.
Va ser representant a la cambra clerical del parlament suec diverses vegades des de 1817; va ser escollit membre de l'Acadèmia Sueca el 1831.